# DHL Global Forwarding
DHL Global Forwarding – znana wcześniej jako DHL Danzas Air & Ocean to dostawca usług frachtu lotniczego i morskiego, część koncernu DHL Group.

## Historia
Danzas został stworzony w 1815 roku i był początkowo zlokalizowany w szwajcarskiej Bazylei. Założyciel firmy Louis Danzas walczył pod Waterloo dla Napoleona. Po bitwie dołączył do firmy transportowej Michela l’Eveque i w roku 1840 został wspólnikiem. W 1846 firma Danzas i l’Eveque zaczęła zajmować się dostawą poczty z le Havre do Nowego Jorku. Bazylejski oddział został otwarty w roku 1954.
W 1920 roku firma zaczęła używać transportu lotniczego między Francją a Anglią i otworzyła własny terminal w Paryżu w 1962 roku.
W roku 2000 firmę DANZAS nabyła Deutsche Post World Net, a gdy dwa lata później kupiła również DHL Express, połączyła te przedsiębiorstwa pod jedną marką DHL Danzas Air & Ocean.
Na początku 2002 roku Deutsche Post World Net została głównym udziałowcem DHL. Pod koniec tego roku DHL był już w 100 proc. własnością DPWN. Przedsiębiorstwo zostało dodatkowo wzmocnione po zakupie koncernu Exel w grudniu 2005 roku.
W roku 2005 Deutsche Post zrezygnowała z marki Danzas i zmieniła nazwę na DHL Global Forwarding

## Nagrody
- 2015 Wyróżnienie Polskiej Izby Spedycji i Logistyki dla przedsiębiorstw spedycyjnych, które osiągnęły bardzo dobre wyniki ekonomiczne działalności, dbając przy tym o szeroko rozumiany rozwój firmy i jej pracowników oraz wysoką jakość świadczonych usług
- 2015 Tytuł „Best Agent 2014-2015” od linii lotniczej Emirates Cargo
- 2015 Pierwsze miejsce w rankingu Agentów lotniczych linii lotniczej Lufthansa
- 2015 Ranking Rzeczpospolitej – 1. miejsce dla DHL (grupa) – Ranking LTS największe firmy europejskie
- Pierwsze miejsce w kategorii Spedycja morska i lotnicza, w rankingu Operator Logistyczny Roku 2014
- Ranking Rzeczpospolitej 2013 „Wielkość przychodów ze sprzedaży podstawowej – spedycja morska”[3]
- Trzykrotnie nagroda główna Mobile w rankingu organizowanym przez dziennik „Rzeczpospolita” w kategorii „Wielkość przychodów ze sprzedaży podstawowej – spedycja morska” w latach 2006, 2007 i 2008 roku. W roku 2009 w rankingu Rzeczpospolitej „Spedycja morska jako główne źródło przychodów” DHL GF zdobył I miejsce[4].
- „Diamenty Forbesa 2009”
- Najbardziej Pożądany Pracodawca w 2012 – nagroda Business Center Club oraz Antal International[5].